# Bothriothorax kazirangaensis
Bothriothorax kazirangaensis är en stekelart som beskrevs av Hayat och Singh 2002. Bothriothorax kazirangaensis ingår i släktet Bothriothorax och familjen sköldlussteklar. Inga underarter finns listade.